# Splunge
Splunge fue un programa de comedia producido por Globomedia y transmitido en La 1 de TVE (Televisión Española). Se estrenó el lunes 10 de enero de 2005 y finalizó el 3 de junio de 2005. Con la conducción de Florentino Fernández, Eva Hache, Quequé, Miki Nadal, Agustín Jiménez y Patricia Conde.
Splunge consistía en la emisión de breves sketchs durante 45 minutos en donde se mostraban situaciones de la vida cotidiana pero con sentido cómico para toda la familia. En el programa se invitaron también a otros artistas como políticos, deportistas, cantantes, etc.
El nombre Splunge proviene de un conocido sketch de Monty Python's Flying Circus y según el propio sketch se explica que esta palabra significa que no es ni bueno ni malo, ni tampoco indeciso.
Nueve años después de su estreno, el miércoles 12 de febrero de 2014, La 2 comienza a reponer todos los episodios de Splunge tras el programa Alaska y Coronas.

## Recurrencia
Si bien la mayoría de los gags del programa eran independientes entre sí, era habitual que se repitiesen ciertos aspectos para dar unidad al programa:
- Personajes como El bromista y Quintín Topete, interpretado por Miki Nadal o la limpiadora que acaba de fregar y la mujer-contestador automático de Eva Hache.
- Frases habituales como El gilipollas que todo lo sabe de Agustín Jiménez; Lo he perdido, frase de un cirujano interpretado por Miki Nadal; Señora de Miki Nadal cuando hace de un instalador de telefonillos o No te entiendo, pronunciado por Miki Nadal y Eva Hache cuando interpretaban una pareja que no se entienden.

## Música
Durante los primeros episodios, tanto la sintonía principal del programa como las cortinillas que separaban los distintos gags eran fragmentos de la canción El mundo de Wayne de Los Piratas. Tras varios episodios, se produjo una cortinilla original para el programa.

## Audiencias
| Temporada | Temporada | Episodios | Estreno             | Final                 | Audiencia media | Audiencia media | Audiencia media |
| Temporada | Temporada | Episodios | Estreno             | Final                 | Espectadores    | Cuota           |                 |
| --------- | --------- | --------- | ------------------- | --------------------- | --------------- | --------------- | --------------- |
|           | 1         | 7         | 10 de enero de 2005 | 21 de febrero de 2005 | 3 868 000       | 20,0%           |                 |
|           | 2         | 8         | 25 de marzo de 2005 | 3 de junio de 2005    | 2 608 000       | 18,0%           |                 |
| Total     | Total     | 15        | 2005                | 2005                  | 3 238 000       | 19,0%           |                 |

### Temporada 1
| Temporada 1 |   |                       |                   |
| 1           | 1 | 10 de enero de 2005   | 4 761 000 (24,4%) |
| 2           | 2 | 17 de enero de 2005   | 4 366 000 (22,9%) |
| 3           | 3 | 24 de enero de 2005   | 3 992 000 (20,3%) |
| 4           | 4 | 31 de enero de 2005   | 3 797 000 (19,9%) |
| 5           | 5 | 7 de febrero de 2005  | 3 538 000 (18,7%) |
| 6           | 6 | 14 de febrero de 2005 | 2 887 000 (14,9%) |
| 7           | 7 | 21 de febrero de 2005 | 3 737 000 (19,2%) |

### Temporada 2
| Temporada 2 |   |                     |                   |
| 8           | 1 | 25 de marzo de 2005 | 2 263 000 (17,7%) |
| 9           | 2 | 1 de abril de 2005  | 3 076 000 (19,3%) |
| 10          | 3 | 15 de abril de 2005 | 2 758 000 (17,0%) |
| 11          | 4 | 6 de mayo de 2005   | 2 606 000 (17,9%) |
| 12          | 5 | 13 de mayo de 2005  | 2 610 000 (17,5%) |
| 13          | 6 | 20 de mayo de 2005  | 2 715 000 (19,2%) |
| 14          | 7 | 27 de mayo de 2005  | 2 513 000 (18,5%) |
| 15          | 8 | 3 de junio de 2005  | 2 325 000 (16,9%) |